# Élections législatives de 1978 dans la Vendée
Les élections législatives françaises de 1978 se déroulent les 12 et 19 mars 1978. Dans le département de la Vendée, quatre députés sont à élire dans le cadre de quatre circonscriptions.

## Élus
| Circonscription | Député sortant  | Parti | Parti                     | Député élu ou réélu | Parti | Parti     |
| --------------- | --------------- | ----- | ------------------------- | ------------------- | ----- | --------- |
| 1re             | Paul Caillaud   |       | UDF (PR)                  | Paul Caillaud       |       | UDF (PR)  |
| 2e              | André Forens    |       | Divers droite (Gaulliste) | André Forens        |       | UDF (CDS) |
| 3e              | Pierre Mauger   |       | RPR                       | Pierre Mauger       |       | RPR       |
| 4e              | Vincent Ansquer |       | RPR                       | Vincent Ansquer     |       | RPR       |

## Résultats

### Résultats à l'échelle du département
| Parti          | Parti                              | Premier tour | Premier tour | Second tour | Second tour | Sièges |
| Parti          | Parti                              | Voix         | %            | Voix        | %           | Sièges |
| -------------- | ---------------------------------- | ------------ | ------------ | ----------- | ----------- | ------ |
|                | Rassemblement pour la République   | 82 952       | 30,59        | 48 088      | 34,70       | 2      |
|                | Union pour la démocratie française | 78 398       | 28,91        | 40 844      | 29,47       | 2      |
|                | Divers droite                      | 20 003       | 7,38         |             |             | 0      |
|                | Majorité présidentielle            | 181 353      | 66,87        | 88 932      | 64,18       | 4      |
|                |                                    |              |              |             |             |        |
|                | Parti socialiste                   | 53 305       | 19,65        | 49 642      | 35,82       | 0      |
|                | Parti communiste français          | 25 649       | 9,46         | Retrait     | Retrait     | 0      |
|                | Union de la gauche                 | 78 954       | 29,11        | 49 642      | 35,82       | 0      |
|                |                                    |              |              |             |             |        |
|                | Lutte ouvrière                     | 7 645        | 2,82         |             |             | 0      |
|                | Parti socialiste unifié            | 3 256        | 1,20         | 0           |             |        |
|                |                                    |              |              |             |             |        |
| Inscrits       | Inscrits                           | 321 238      | 100,00       | 166 859     | 100,00      | 4      |
| Abstentions    | Abstentions                        | 42 511       | 13,23        | 24 724      | 14,82       |        |
| Votants        | Votants                            | 278 727      | 86,77        | 142 135     | 85,18       |        |
| Blancs et nuls | Blancs et nuls                     | 7 519        | 2,7          | 3 561       | 2,51        |        |
| Exprimés       | Exprimés                           | 271 208      | 97,3         | 138 574     | 97,49       |        |

### Résultats par circonscription

#### Première circonscription (La Roche-sur-Yon)
| Candidat       | Candidat                    | Parti          | Premier tour | Premier tour | Second tour | Second tour |  |
| Candidat       | Candidat                    | Parti          | Voix         | %            | Voix        | %           |  |
| -------------- | --------------------------- | -------------- | ------------ | ------------ | ----------- | ----------- |  |
|                | Paul Caillaud sortant réélu | UDF (PR)       | 16 637       | 25,08        | 40 844      | 61,82       |  |
|                | Daniel Astier               | PS             | 14 508       | 21,87        | 25 221      | 38,18       |  |
|                | Gérard Priouzeau            | Divers droite  | 13 509       | 20,36        | Retrait     | Retrait     |  |
|                | Alain Chenot                | RPR            | 12 194       | 18,38        | Retrait     | Retrait     |  |
|                | Marcel Guintard             | PCF            | 6 042        | 9,11         |             |             |  |
|                | Jean Coirier                | PSU (FA)       | 1 815        | 2,74         |             |             |  |
|                | Paul Raynaud                | LO             | 1 631        | 2,46         |             |             |  |
|                |                             |                |              |              |             |             |  |
| Inscrits       | Inscrits                    | Inscrits       | 77 467       | 100,00       | 77 451      | 100,00      |  |
| Abstentions    | Abstentions                 | Abstentions    | 9 288        | 11,99        | 9 809       | 12,66       |  |
| Votants        | Votants                     | Votants        | 68 179       | 88,01        | 67 642      | 87,34       |  |
| Blancs et nuls | Blancs et nuls              | Blancs et nuls | 1 843        | 2,7          | 1 577       | 2,33        |  |
| Exprimés       | Exprimés                    | Exprimés       | 66 336       | 97,3         | 66 065      | 97,67       |  |

#### Deuxième circonscription (Fontenay-le-Comte)
|                | André Forens sortant réélu | UDF (CDS)      | 32 964 | 54,61  |  |  |  |
|                | Claudine Garric            | PS             | 13 932 | 23,08  |  |  |  |
|                | Gérard Gréard              | PCF            | 8 904  | 14,75  |  |  |  |
|                | Françoise Chauveau         | LO             | 1 633  | 2,71   |  |  |  |
|                | Alexandre Texier           | Divers droite  | 1 487  | 2,46   |  |  |  |
|                | André Aubineau             | PSU (FA)       | 1 441  | 2,39   |  |  |  |
|                |                            |                |        |        |  |  |  |
| Inscrits       | Inscrits                   | Inscrits       | 72 688 | 100,00 |  |  |  |
| Abstentions    | Abstentions                | Abstentions    | 10 669 | 14,68  |  |  |  |
| Votants        | Votants                    | Votants        | 62 019 | 85,32  |  |  |  |
| Blancs et nuls | Blancs et nuls             | Blancs et nuls | 1 658  | 2,67   |  |  |  |
| Exprimés       | Exprimés                   | Exprimés       | 60 361 | 97,33  |  |  |  |

#### Troisième circonscription (Les Sables-d'Olonne)
| Candidat       | Candidat                    | Parti          | Premier tour | Premier tour | Second tour | Second tour |  |
| Candidat       | Candidat                    | Parti          | Voix         | %            | Voix        | %           |  |
| -------------- | --------------------------- | -------------- | ------------ | ------------ | ----------- | ----------- |  |
|                | Pierre Mauger sortant réélu | RPR            | 26 419       | 36,21        | 48 088      | 66,32       |  |
|                | Jean Léveillé               | UDF (PR)       | 22 908       | 31,4         | Retrait     | Retrait     |  |
|                | Daniel Coutant              | PS             | 14 335       | 19,65        | 24 421      | 33,68       |  |
|                | Alain Mairesse              | PCF            | 7 065        | 9,68         |             |             |  |
|                | Florence Lemagny            | LO             | 2 236        | 3,06         |             |             |  |
|                |                             |                |              |              |             |             |  |
| Inscrits       | Inscrits                    | Inscrits       | 89 447       | 100,00       | 89 408      | 100,00      |  |
| Abstentions    | Abstentions                 | Abstentions    | 14 213       | 15,89        | 14 915      | 16,68       |  |
| Votants        | Votants                     | Votants        | 75 234       | 84,11        | 74 493      | 83,32       |  |
| Blancs et nuls | Blancs et nuls              | Blancs et nuls | 2 271        | 3,02         | 1 984       | 2,66        |  |
| Exprimés       | Exprimés                    | Exprimés       | 72 963       | 96,98        | 72 509      | 97,34       |  |

#### Quatrième circonscription (Les Herbiers)
|                | Vincent Ansquer sortant réélu | RPR            | 44 339 | 61,97  |  |  |  |
|                | Jean-Pierre Martin            | PS             | 10 530 | 14,72  |  |  |  |
|                | Jean Bonnet                   | UDF            | 5 889  | 8,23   |  |  |  |
|                | Madeleine Lelièvre            | Divers droite  | 5 007  | 7      |  |  |  |
|                | Eugène Balanger               | PCF            | 3 638  | 5,08   |  |  |  |
|                | Alain Mot                     | LO             | 2 145  | 3      |  |  |  |
|                |                               |                |        |        |  |  |  |
| Inscrits       | Inscrits                      | Inscrits       | 81 636 | 100,00 |  |  |  |
| Abstentions    | Abstentions                   | Abstentions    | 8 341  | 10,22  |  |  |  |
| Votants        | Votants                       | Votants        | 73 295 | 89,78  |  |  |  |
| Blancs et nuls | Blancs et nuls                | Blancs et nuls | 1 747  | 2,38   |  |  |  |
| Exprimés       | Exprimés                      | Exprimés       | 71 548 | 97,62  |  |  |  |